# Porto Novo (Benim)
Porto Novo (em francês:  Porto-Novo; também conhecida localmente como Hogbonou e Adjacé) é a capital oficial do Benim e um porto no Golfo da Guiné.
A cidade tem uma população de 264 320 habitantes (censos de 2013) e está localizada nas coordenadas 6°28' Norte, 2°36' Este (6.46667, 2.6). Não fica muito longe de Uidá, onde os portugueses mantiveram até 1961 a Fortaleza de São João Batista de Ajudá.
É a segunda maior cidade do país, sendo ultrapassada em importância comercial e industrial por Cotonu. Porto Novo fica no centro de uma região agrícola cujo principal produto é o óleo de palma, exportando também algodão e kapok. Situam-se em Porto Novo o Instituto de Estudos Superiores do Benim, o Museu de Etnografia de Porto-Novo e o palácio do Rei Toffa.

## História
Porto Novo foi provavelmente fundada nos finais do século XVI pelo povo Gun. O atual nome foi-lhe dado pelos portugueses, que lá construíram uma feitoria no século XVII, com o propósito de exportar escravos africanos para as Américas. O Reino de Porto Novo aceitou a proteção francesa em 1863 como forma de rebater a intrusão britânica. No entanto, a presença francesa não foi bem aceite pelo vizinho Reino de Abomé, o que resultou em guerra. Em 1883, a marinha francesa desembarcou em Porto Novo e Cotonou, tendo Porto Novo sido incorporada na colónia francesa do Daomé, da qual se tornou capital em 1900.